# Српски национализам
Српски национализам је политичка, друштвена и културна идеологија која наглашава национални идентитет и интерес српског народа. Огледа се у различитим облицима, од патриотизма и залагања за очување српске културе, језика и народних обичаја, до политичких покрета који теже националном јединству и остваривању одређених државних циљева.
Првобитно је настао у контексту општег раста национализма на Балкану под влашћу Османског царства, под утицајем лингвисте Вука Стефановића Караџића и државника Илије Гарашанина. Српски национализам био је важан фактор током балканских ратова, који је допринео поразу Османског царства. Значајан је био током и после Првог светског рата, када је допринео слому Аустроугарске, а затим и поново током распада Југославије.
Након 1878. године, српски националисти су спојили своје циљеве са циљевима југословенства, имитирајући водећу улогу Пијемонта у уједињењу Италије, тврдећи да Србија не тежи само уједињењу свих Срба у једну државу, него да Србија настоји бити јужнословенски Пијемонт који ће ујединити све Јужне Словене у једну државу познату као Југославија. Српски националисти су подржавали централизовану Југославију која је гарантовала јединство Срба, док су се противили покушајима децентрализације државе. Видовдански устав из 1921. године консолидовао је земљу као централизовану државу под српском династијом Карађорђевић. Хрватски националисти су се противили централизованој држави и захтевали њену децентрализацију и стварање аутономне Хрватске унутар Југославије, коју је југословенска влада прихватила споразумом Цветковић—Мачек 1939. године. Српски националисти су се противили споразуму сматрајући да се њиме слаби српско јединство, истичући његов значај за Југославију слоганом „јако српство — јака Југославија”. Инвазија, окупација и разбијање Југославије у Другом светском рату довела је до етничких сукоба, а српски национализам се нарочито истицао у четничком покрету.
Децентрализација Југославије и сузбијање свих етничких националних осећања довео је до разора а затим поновног оживљавања српског национализма 1980-их, који су осуђивали послератно југословенство и децентрализацију Југославије. Услед захтева више југословенских република 1990-их за отцепљењем, одговор српских националиста био је да сви Срби у свим југословенским републикама имају право да се уједине у јединствену државу.

## Настанак и развој

### Рана историја
Настао је у времену општег националног буђења на Балканском полуострву за време његове окупације од стране Османског цасртва. Међу његовим зачетницима убрајају се лингвиста Вук Стефановић Караџић, који је годинама радио на промовисању српске националне културне баштине (језика, писма, народних епских и лирских песама) широм Европе, које је представио и европским књижевним великанима попут Јакоба Грима и Јохана Волфганга Гетеа, затим српски државник Илија Гарашанин, који је сачинио документ познат као Начертаније, који је требало да представља доктрину спољне политике Кнежевине Србије, и други. Међутим, људи који су имали највећу улогу у стварању српског национализма и српског култа, били су српски великани из средњовековне историје, међу којима су најзначајнији Свети Сава, цар Стефан Душан, кнез Лазар Хребељановић и Милош Обилић, и култови Косовског боја, Душановог законика и Српског царства.

### Српска револуција
Балканско полуострво бива захваћено свеопштим устанком против Османске империје, која је вековима држала поробљене балканске народе претежно православне вероисповести (Срби, Грци, Бугари, Румуни). Први српски устанак против Турака подигнут је 15. фебруара 1804. године, у место Орашац. За вођу је изабран човек из народа и трговац Ђорђе Петровић, од Турака прозвао Црни Ђорђе (Карађорђе), који је добио титулу вожда. Срби су тада извојевали неколико чувених битака, упркос томе што су стајали пред бројнијим непријатељем, међу којима су: бој на Мишару, бој на Иванковцу, бој код Баточине, бој на Делиграду и неочекивано устаничко заузимање Београда након непуне две године од почетка устанка.
Српске ратне победе заинтересовале су многе европксе монархе и војсковође, и тако покренуле српско питање на многим европским дворовима. Устанички вожд је тражио помоћ од руског цара Александра I Павловича и француског императора Наполеона Бонапарте. Руски цар је пружио Карађорђу уверење да Руска Империја чврсто подржава братски православни српски народ, и да ће, кад буде у прилици, послати руску војску као помоћ у борби против Турака, а као знак поштовања поклонио му је сабљу са посветом. С друге стране, Наполеон је био у непријатељским односима са Русима, и спремао се да крене у поход на Руску Империју.
Ипак, због одсуства руске војске која није стигла у помоћ Србима, бранећи Русију од Наполеона у Отаџбинском рату, српски устаници су почели да слабе у сукобима. Цариград је на Србију послао велику војску, коју ова није могла да победи. У боју на Чегру, недалеко од Ниша, Срби су се жестоко борили против далеко бројнијих Турака. Када је српски командант војвода Стеван Синђелић схватио да је битка изгубљена, све своје борце је лишио заклетве и позвао да напусте ров, који је већ био испуњен непријатељским војницима. Пошто нико није напустио устанички положај, Синђелић је отишао до барутане, и испалио куршум, тако да је читав ров експлодирао, убивши српске, али и турске војнике. Турци су, ипак, били задовољни извојеваном пировом победом, али су остали кивни према Србима, те су наредили да се посеку главе свим погинулим устаницима, и уграде у Ћеле-кулу, као опомена српском народу.

### Национална уједињења
Средином 19. века, све веће европске државе су почеле да решавају питање свог националног уједињења. Тако се ујединила Италија у периоду од 1848. до 1871. године, и Немачка 1871. године. Многе револуције су потресале Европу (у Француској, Мађарској, и суверени су се смењивали на престолу великом брзином. Ипак, по страни су остали народи под окупацијом Аустроугарске и Османске царевине. Зато је било питање часа када ће словенски народи (Срби, Хрвати, Словенци, Чеси, Словаци, Бугари...) устати против два окупатора, и покренути борбу за своје коначно ослобођење. Под вековном окупацијом рођен је бунт међу овим народима, и тако је дошло до стварања панславенске идеје окупљања свих Словена. Тим поводом је организован и Први свесловенски конгрес у Прагу, 1848. године, који је захтевао изједначење права свих словенских народа са другим европским народима. Посебно за тај конгрес, компонована је панславенска химна Хеј Словени.
Било је сасвим јасно и питање часа када ће Срби поставити питање свог националног уједињења пред европске владаре. Кнежевина Србија се тада, још увек, налазила у оквиру Османске царевине, са статусом аутономне јединице. Иако је очекивало да ће највећи удар српског национализма доћи из Србије, није било тако.

### Невесињска пушка
Српски устанак против Турака је поново избио тамо где је тортура над цивилним становништвом била највећа. То је била Херцеговина, из које су вековима одвођена српска деца, да би служили као јаничари у Османском царству. Устанак је избио 1875. године, и невероватном брзином се проширио на читаву Херцеговину и Босну. Подршка је стигла из Кнежевине Србије и Књажевине Црне Горе, из којих одмах пристижу наоружани добровољци. Херцеговци односе успехе у борбама, а Турци окривљују Кнежевину Србију за почетак устанка. Зато јој објављују рат.

### Балкански ратови
Нагли пораст популарности, српски национализам је доживео у периоду Првог и Другог балканског рата, када је Краљевина Србија, заједно са Црном Гором, Грчком и Бугарском, повела борбу за ослобођење Балкана од Турака. Српска војска је тада од Турака ослободила територије Старе Србије (Косово, Метохија, Рашка и Вардарска Македонија). Поред тога, помогла је и бугарско заузимање турског утврђења Једрена, чији је пад требало да представља крај турског присуства у Европи.

### Први светски рат
У том времену почеле су да се појављују прве српске националистичке организације. Међу њима су биле Млада Босна, Црна рука и Уједињење или смрт. Ове три организације су организовале Видовдански атентат у Сарајеву, у којем је убијен аустроугарски престолонаследник и надвојвода Франц Фердинанд. То је био повод да почетак Првог светског рата, у којем је Краљевина Србија однела прву победу против Централних сила. Српски војници су се посебно истакли у биткама на Церу, где их је предводио војвода Степа Степановић, и на Колубари, где их је предводио војвода Живојин Мишић. Обојица су ушли у историју српског национализма као једни од највећих српских хероја и војсковођа.

### Међуратни период
Након Првог светског рата, делови поражене Аустроугарске су се ујединили са Србијом, па је тако настала Краљевина Срба, Хрвата и Словенаца. У овој држави су се одмах појавили националистички покрети у сва три народа. Тако је, на пример, код Хрвата постојала Хрватска републиканска сељачка странка, која је ватрено заговарала независност Хрватске и њено републиканско уређење, док је на другој страни постојала предратна Народна радикална странка, са председником Николом Пашићем, која иако није била стриктно националистичка, често је била узимана као значајан фактор и партија српског национализма.
Преименовањем Краљевине СХС у Краљевину Југославију, и настојањем за стварање јединствене југословенске нације, дошло је до широких идеолошких подела међу српским националистима. Ту су били они који су подржавали идеју југословенства и уједињења јужних Словена, и њих је предводио Димитрије Љотић, али ту су били и они који су желели стварање независне српске државе монархистичког уређења, која би била у границама предвиђеним Лондонским уговором из 1915. године. Такви су били људи из Српске радикалне странке, коју је предводио др Милан Стојадиновић.

### Други светски рат
Други светски рат је сасвим уништио Краљевину Југославију, која је подељена између четири окупатора (Немачке, Италије, Мађарске и Бугарске). Тада је створена и Независна Држава Хрватска, од стране Усташког покрета, коју је основао Анте Павелић у емиграцији у Италији. Ова држава је била квислиншка, и сарађивала је са националсоцијалистичком Немачком у потпуности. Сходно томе, у НДХ је спровођен масовни геноцид над првенствено Србима, али и Јеврејима и Ромима, кроз оснивање логора попут Јасеновца, Јадовна, Старе Градишке... Геноцид и репресалије над цивилима су биле стравичне, до те мере да су италијански и немачки официри писали молбе својим вођама Бениту Мусолинију и Адолфу Хитлеру, са захтевом да узму српске цивиле у заштиту тако што ће обуздати усташке вође.
Борбу против окупатора у Југославији повела су два покрета. Један је био четнички покрет пуковника Драгољуба Драже Михаиловића, који ће убрзо постати легална Југословенска војска призната од краља Петра II Карађорђевића и југословенске избегличке Владе у Лондону, те ће јој бити додељено име Југословенска војска у отаџбини, а пуковнику Михаиловићу чин генерала и место министра војног. Други покрет је био партизански, који је покренула Комунистичка партија Југославије, а чијем се челу нашао Јосип Броз Тито. Ова два покрета су најпре међусобно сарађивала, да би убрзо дошло да разлаза због идеолошких неслагања, која су проузроковала грађански рат.
Четнички покрет, изразито монархистички и националистички опредељен, је повео прве борбе против немачког окупатора у читавој окупираној Европи. Тако је Михаиловићев сарадник потпуковник Веселин Мисита повео ослобађање Лознице, крајем августа 1941. године, која је постала први ослобођени град у окупираној Европи, у коме се први пут предао немачки гарнизон, од почетка Другог светског рата. Након Другог светског рата, на власт у Југославији је дошла Комунистичка партија Југославије, која је почела са политичким прогонима неистомишљеника и противника комунизма. Тако је суђено генералу Драгољубу Дражи Михаиловићу, који је осуђен на смрт због сарадње са окупатором и убијен на непознатој локацији. Михаиловић је тако постао један од највећих личности српског национализма, као херој Балканских и Првог светског рата, и носилац српског ордена Ордена белог орла, британског Војног крста, француског Ратног крста и америчке Легије за заслуге (коју му је постхумно доделио Хари Труман, председник САД).

### Распад СФРЈ
Распадом Социјалистичке Федеративне Републике Југославије, нагло је почео да јача национализам у свим њеним републикама. Грађански рат који је избио, довео је до појављивања много националистичких политичких и милитантних покрета. Тако се у политичке покрете убрајају Српска радикална странка, чији је председник професор Правног факултета Универзитета у Београду др Војислав Шешељ, и Српски покрет обнове, на челу са новинаром и књижевником Вуком Драшковићем, а у милитантне организације Српска добровољачка гарда коју предводи некадашњи вођа навијача Црвене звезде Жељко Ражнатовић Аркан, Гарда Пантери на челу са Љубишом Савићем Маузером, затим Бели орлови, Шкорпиони и др. Српски национализам је имао велику подршку у Републици Српској Крајини и Републици Српској. Међу истакнутим политичарима и војсковођама тога доба, који су се истакли као српске патриоте и националисти, остали су упамћени Радован Караџић, генерал Ратко Младић и Милан Мартић.
По завршетку грађанског рата у Југославији и паду Слободана Милошевића са власти, после 5. октобра 2000. године, једина озбиљнија организација која заговара идеологију српског национализма и Велике Србије, била је Српска радикална странка са Војиславом Шешељем на челу. Она је остварила пријатељске односе са партијама Национални фронт у Француској, чији оснивач и председник Жан-Мари ле Пен бива проглашен почасним грађанином Земуна (где је Српска радикална странка била на власти), Либерално-демократском партијом Русије, и Баас партијом бившег ирачког председника Садама Хусеина. Почетком 2003. године, Хашки трибунал је подигао оптужницу против Војислава Шешеља. Он се добровољно предао трибуналу, у који је отишао фебруара 2003. године, где му суђење траје пуних 10 година без првостепене пресуде, а вођење Српске радикалне странке је препустио свом куму Томиславу Николићу, тада заменику председника, и генералном секретару Александру Вучићу. Николић је успео да сачува снагу странке, којој се прикључила и Странка српског јединства, коју је основао Жељко Ражнатовић Аркан, након чијег убиства ју је водио његов кум Борислав Пелевић. Као кандидат Српске радикалне странке за председника Србије, Томислав Николић је два пута односио победу у првом кругу избора (2004. и 2008. године), да би у оба наврата изгубио у другом кругу од свог противкандидата Бориса Тадића.

### Скора историја
Након унутар-страначких проблема, Николић је напустио Српску радикалну странку, и октобра 2008. године основао Српску напредну странку. Убрзо су му се придружили многи функционери радикала, међу којима је био и Александар Вучић. Нова странка се одрекла идеологије српског национализма, као што се одрекла и стварања Велике Србије, али је и прихватила учлањење Србије у Европску унију.
На општим изборима у Србији 2012. године, Томислав Николић је у другом кругу изабран за председника Републике Србије, а Српска напредна странка је освојила највише посланичким места у парламенту, да би затим формирала Владу са Социјалистичком партијом Србије и Уједињеним регионима Србије. Председнички кандидат Српске радикалне странке на изборима 2012. године, била је Јадранка Шешељ, супруга Војислава Шешеља. Након избора, странка није успела да пређе изборни цензус, и није добила ни једно место у парламенту. Тако је ушла у круг мањих политичких покрета у Србији које заговарају идеологију српског национализма, међу којима су Српски народни покрет 1389, Српски народни покрет Наши, Отачаствени покрет Образ (коме је забрањен рад одлуком Уставног суда)... Велику критику је доживела Српска радикална странка након избора, због тога што није наступила у коалицији са Дверима српским, које су одвојено имале приближан резултат, али не довољан за улазак у парламент. Двери српске су основане 1999. године, као часопис, да би од 2003. наставиле рад као удружење грађана, а кампању за свој излазак на изборе покренуле још почетком 2011. године. Иако су оствариле неочекиван резултат, остале су испод изборног цензуса, са 4,33% гласова, заједно са Српском радикалном странком, која је освојила 4,61% гласова.
Међутим на парламентарним изборима 2016 године Српска радикална странка осваја 22 посланичка места и тиме враћа парламентарни статус. Такође српски покрет Двери по први пут улазе у парламент са 7 посланика.